# Leichtathletik-Weltmeisterschaften 2017/Teilnehmer (Äthiopien)
| Gelbes Symbol für Goldmedaillen mit stilisierten Olympischen Ringen | Graues Symbol für Silbermedaillen mit stilisierten Olympischen Ringen | Braundes Symbol für Bronzemedaillen mit stilisierten Olympischen Ringen |
| ------------------------------------------------------------------- | --------------------------------------------------------------------- | ----------------------------------------------------------------------- |
| 2                                                                   | 3                                                                     | —                                                                       |

Von Äthiopien wurden 24 Athletinnen und 22 Athleten für die Weltmeisterschaften in London nominiert.

## Ergebnisse

### Frauen

#### Laufdisziplinen
| Athletin         | Disziplin        | Vorlauf         | Vorlauf | Halbfinale         | Halbfinale         | Finale             | Finale             |
| Athletin         | Disziplin        | Zeit            | Platz   | Zeit               | Platz              | Zeit               | Platz              |
| ---------------- | ---------------- | --------------- | ------- | ------------------ | ------------------ | ------------------ | ------------------ |
| Habitam Alemu    | 800 m            | 2:00,07 min     | 2       | 2:00,69 min        | 14                 | nicht qualifiziert | nicht qualifiziert |
| Mahlet Mulugeta  | 800 m            | 2:02,04 min     | 25      | nicht qualifiziert | nicht qualifiziert | nicht qualifiziert | nicht qualifiziert |
| Kore Tola        | 800 m            | 2:03,01 min     | 35      | nicht qualifiziert | nicht qualifiziert | nicht qualifiziert | nicht qualifiziert |
| Genzebe Dibaba   | 1500 m           | 4:02,67 min     | 1       | 4:05,33 min        | 8                  | 4:06,72 min        | 12                 |
| Besu Sado        | 1500 m           | 4:03,55 min     | 9       | 4:07,65 min        | 19                 | nicht qualifiziert | nicht qualifiziert |
| Fantu Worku      | 1500 m           | 4:05,81 min PB  | 19      | nicht qualifiziert | nicht qualifiziert | nicht qualifiziert | nicht qualifiziert |
| Gudaf Tseday     | 1500 m           | 4:08,96 min     | 25      | 4:22,01 min        | 24                 | nicht qualifiziert | nicht qualifiziert |
| Sofia Assefa     | 3000 m Hindernis | 9:40,88 min     | 19      |                    |                    | nicht qualifiziert | nicht qualifiziert |
| Etenesh Diro     | 3000 m Hindernis | 9:31,87 min     | 10      |                    |                    | 9:22,46 min        | 7                  |
| Birtukan Fente   | 3000 m Hindernis | 9:33,99 min     | 11      |                    |                    | DNS                | DNS                |
| Almaz Ayana      | 5000 m           | 14:57,06 min SB | 2       |                    |                    | 14:40,35 min SB    | Silber             |
| Genzebe Dibaba   | 5000 m           | DNS             | DNS     |                    |                    | –––                | –––                |
| Letesenbet Gidey | 5000 m           | 14:59,34 min    | 7       |                    |                    | 15:04,99 min       | 11                 |
| Senbere Teferi   | 5000 m           | 14:57,23 min    | 3       |                    |                    | 14:47,45 min       | 4                  |
| Almaz Ayana      | 10.000 m         |                 |         |                    |                    | 30:16,32 min WL    | Gold               |
| Tirunesh Dibaba  | 10.000 m         |                 |         |                    |                    | 31:02,69 min SB    | Silber             |
| Dera Dida        | 10.000 m         |                 |         |                    |                    | 31:51,75 min       | 14                 |
| Shure Demise     | Marathon         |                 |         |                    |                    | 2:27,58 h          | 5                  |
| Berhane Dibaba   | Marathon         |                 |         |                    |                    | 2:29,01 h          | 10                 |
| Mare Dibaba      | Marathon         |                 |         |                    |                    | 2:28,49 h SB       | 8                  |
| Aselefech Mergia | Marathon         |                 |         |                    |                    | 2:29,43 h          | 12                 |

### Männer

#### Laufdisziplinen
| Athlet           | Disziplin        | Vorlauf      | Vorlauf | Halbfinale         | Halbfinale         | Finale             | Finale             |
| Athlet           | Disziplin        | Zeit         | Platz   | Zeit               | Platz              | Zeit               | Platz              |
| ---------------- | ---------------- | ------------ | ------- | ------------------ | ------------------ | ------------------ | ------------------ |
| Mohammed Aman    | 800 m            | 1:45,81 min  | 7       | 1:45,40 min SB     | 2                  | 1:46,06 min        | 6                  |
| Chala Regassa    | 1500 m           | DNS          | DNS     | –––                | –––                | –––                | –––                |
| Samuel Tefera    | 1500 m           | 3:46,22 min  | 31      | nicht qualifiziert | nicht qualifiziert | nicht qualifiziert | nicht qualifiziert |
| Taresa Tolosa    | 1500 m           | DNF          | DNF     | –––                | –––                | –––                | –––                |
| Tesfaye Deriba   | 3000 m Hindernis | 8:25,33 min  | 15      |                    |                    | 8:22,12 min        | 7                  |
| Tafese Seboka    | 3000 m Hindernis | 8:20,48 min  | 2       |                    |                    | 8:23,02 min        | 8                  |
| Getnet Wale      | 3000 m Hindernis | 8:23,00 min  | 7       |                    |                    | 8:25,28 min        | 9                  |
| Selemon Barega   | 5000 m           | 13:21,50 min | 1       |                    |                    | 13:35,34 min       | 5                  |
| Muktar Edris     | 5000 m           | 13:30,22 min | 16      |                    |                    | 13:32,79 min       | Gold               |
| Hagos Gebrhiwet  | 5000 m           | DNS          | DNS     |                    |                    | –––                | –––                |
| Yomif Kejalcha   | 5000 m           | 13:30,07 min | 14      |                    |                    | 13:33,51 min       | 4                  |
| Andamlak Belihu  | 10.000 m         |              |         |                    |                    | 27:08,94 min PB    | 10                 |
| Abadi Hadis      | 10.000 m         |              |         |                    |                    | 26:59,19 min SB    | 7                  |
| Jemal Yimer      | 10.000 m         |              |         |                    |                    | 26:56,11 min PB    | 5                  |
| Tsegaye Mekonnen | Marathon         |              |         |                    |                    | 2:15:36 h          | 19                 |
| Tamirat Tola     | Marathon         |              |         |                    |                    | 2:09:49 h          | Silber             |
| Yemane Tsegay    | Marathon         |              |         |                    |                    | DNF                | DNF                |